# ロバート・E・リー (下院議員)
ロバート・エメット・リー（英語: Robert Emmett Lee、1868年10月12日 – 1916年11月19日）は、アメリカ合衆国の政治家。民主党下院議員。
ペンシルバニア州ポッツビル生。ペンシルバニア州にて鍛冶屋見習いとして修行。スクーカル郡出納官を務めた後、1908年下院選に出馬し落選。1911年下院選にて当選し、以降2期務めたが、1914年下院選にて落選。1916年の下院選でも落選した。48歳でポッツビルにて歿。